# Sainte-Colombe (Seine-Maritime)
Sainte-Colombe ist eine französische Gemeinde mit 222 Einwohnern (Stand: 1. Januar 2022) im Département Seine-Maritime in der Region Normandie. Sie gehört zum Arrondissement Dieppe, zum Kanton Saint-Valery-en-Caux und ist Teil des Kommunalverbands Côte d’Albâtre.

## Geographie
Sainte-Colombe ist ein Bauerndorf im Naturraum Pays de Bray. Es liegt 27 Kilometer südwestlich von Dieppe.

### Nachbargemeinden
|        | Pleine-Sève Le Mesnil-Durdent | Houdetot                    |
| Drosay | Kompass                       | Ermenouville                |
|        | Hautot-l’Auvray               | Anglesqueville-la-Bras-Long |

## Etymologie
Sainte-Colombe ist nach der Märtyrerin Kolumba von Sens benannt, die gemäß der Überlieferung 273 in Sens enthauptet wurde.

## Geschichte
Vom 12. bis zum 17. Jahrhundert war Sainte-Colombe eine Lehensherrschaft von Cuverville. Ab dem 12. Jahrhundert hatte Rouen die katholische Schirmherrschaft. Im Hundertjährigen Krieg wurde Sainte-Colombe, wie auch die Nachbargemeinden, von Karl dem Kühnen heimgesucht.
Im 17. Jahrhundert ging eine Festung im Weiler Orival in den Besitz der Herren von Sainte-Colombe über. Als die Familie Cuverville ausstarb, gehörte die Herrschaft in Sainte-Colombe bereits Marie Jeanne de Béaunier, der Witwe von Pierre Durand, einem Generalstaatsanwalt im Parlament der Normandie.

## Bevölkerungsentwicklung
Die Bevölkerungsanzahl ist durch Volkszählungen seit 1793 bekannt. Die Einwohnerzahlen bis 2005 werden auf der Website der École des Hautes Études en Sciences Sociales veröffentlicht.
| Jahr | Bevölkerungsanzahl |
| ---- | ------------------ |
| 1962 | 268                |
| 1968 | 248                |
| 1975 | 231                |
| 1982 | 231                |
| 1990 | 177                |
| 1999 | 194                |
| 2006 | 205                |
| 2015 | 214                |

## Sehenswürdigkeiten
Die Fassade und der Glockenturm der Kirche Sainte-Colombe stammen aus dem 13. Jahrhundert, das Kirchenschiff aus dem 16. Jahrhundert und der Chor aus dem 17. und 18. Jahrhundert. Ein Weihwasserbecken aus dem 15. Jahrhundert ist vorhanden.